# Reno (Nevada)
Reno ist die drittgrößte Stadt im US-Bundesstaat Nevada. Sie ist vor allem wegen des Glücksspiels bekannt. Die Region Reno umfasst das Washoe County mit insgesamt etwa 490.596 Einwohnern, davon 264.165 (laut U.S. Census Bureau 2020) in der Stadt selbst.

## Geographie
Reno liegt in 1371 m Höhe über dem Meeresspiegel im Tal des Truckee River am westlichen Rand des Großen Beckens am Fuß des Aufstiegs in die Sierra Nevada und nahe der Grenze zu Kalifornien. Im Nordosten schließt sich die Stadtgemeinde Sparks an und bildet mit Reno eine einzige Stadtagglomeration.
Reno ist unterteilt in acht Stadtbezirke (Northvalley, Northeast, Northwest, Old Northwest, Ward 1, Ward 2 South, Ward 2 Central und Ward 3), die von so genannten Neighborhood Advisory Boards geleitet werden.
Etwa 50 km südwestlich liegt der Lake Tahoe, ca. 60 km im Nordwesten der Pyramid Lake.
Nachbarorte sind von Norden ausgehend im Uhrzeigersinn: Lemmon Valley-Golden Valley, Sun Valley, Sparks, Hidden Valley, Steamboat, Incline Village-Crystal Bay, Verdi-Mogul (alle im Washoe County), Verdi Sierra Pines (Sierra County, Kalifornien), Verdi-Mogul, Cold Springs und Stead (wiederum alle Washoe County).
Benachbarte Städte  sind Carson City, Fallon, Sparks, Virginia City und Winnemucca.

## Geschichte

### Historie
Die Gegend um Reno war zwischen 2500 v. Chr. bis 500 n. Chr. von den Martis bewohnt.
In den 1850er Jahren ließen sich hier erste Siedler nieder, die neben etwas Landwirtschaft hauptsächlich von durchziehenden Siedlern auf dem Weg nach Kalifornien lebten. 1869 baute die Central Pacific die erste transamerikanische Eisenbahnlinie entlang des alten Siedlerpfades. Im Zuge des Eisenbahnbaus wurde Reno am 9. Mai 1868 offiziell gegründet, dort entstand ein Depot. Benannt wurde es nach Jesse L. Reno, einem General der Nordstaaten im Amerikanischen Bürgerkrieg, der bei der Schlacht am South Mountain fiel. Die Stadt erlebte einen kontinuierlichen Aufschwung, der 1931 mit der Legalisierung des Glücksspiels in Nevada zum Boom wurde.

### Einwohnerentwicklung
| Jahr | Einwohner¹ |
| ---- | ---------- |
| 1980 | 100.756    |
| 1990 | 133.850    |
| 2000 | 183.547    |
| 2010 | 226.050    |
| 2020 | 264.165    |

¹ 1980–2020: Volkszählungsergebnisse

## Bildung und Religion
Reno ist Sitz der ältesten Universität im US-Bundesstaat Nevada, der 1874 gegründeten University of Nevada, Reno (UNR). Die Stadt ist Sitz des Bistums Reno.

## Glücksspiel
Heute ist das Glücksspiel der wichtigste Wirtschaftszweig der Stadt. Im Vergleich zu Las Vegas ist hier allerdings alles „eine Nummer kleiner“. Das spiegelt sich auch in der Selbstbeschreibung „The Biggest Little City In The World“ („Die größte Kleinstadt der Welt“) wider. Das höchste Gebäude in Reno ist das Silver Legacy Hotel and Casino. Es ist 125 Meter hoch, hat 38 Stockwerke und wurde 1995 erbaut.

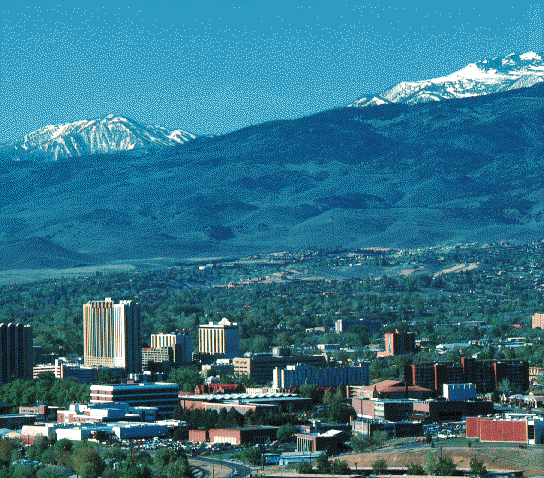
Blick über Reno auf die umgebenden Berge
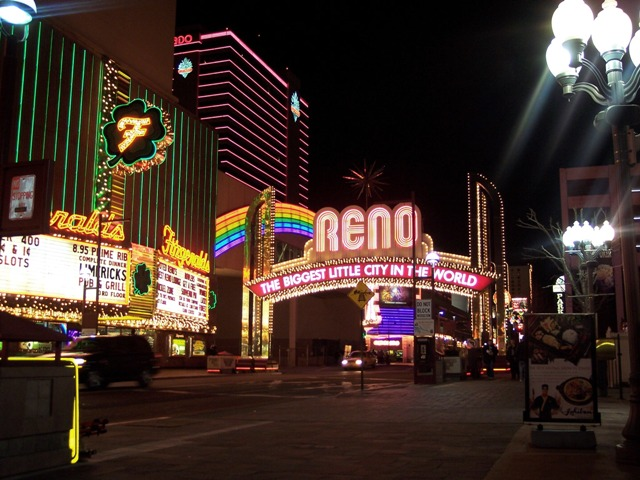
Kasinos in der Innenstadt von Reno
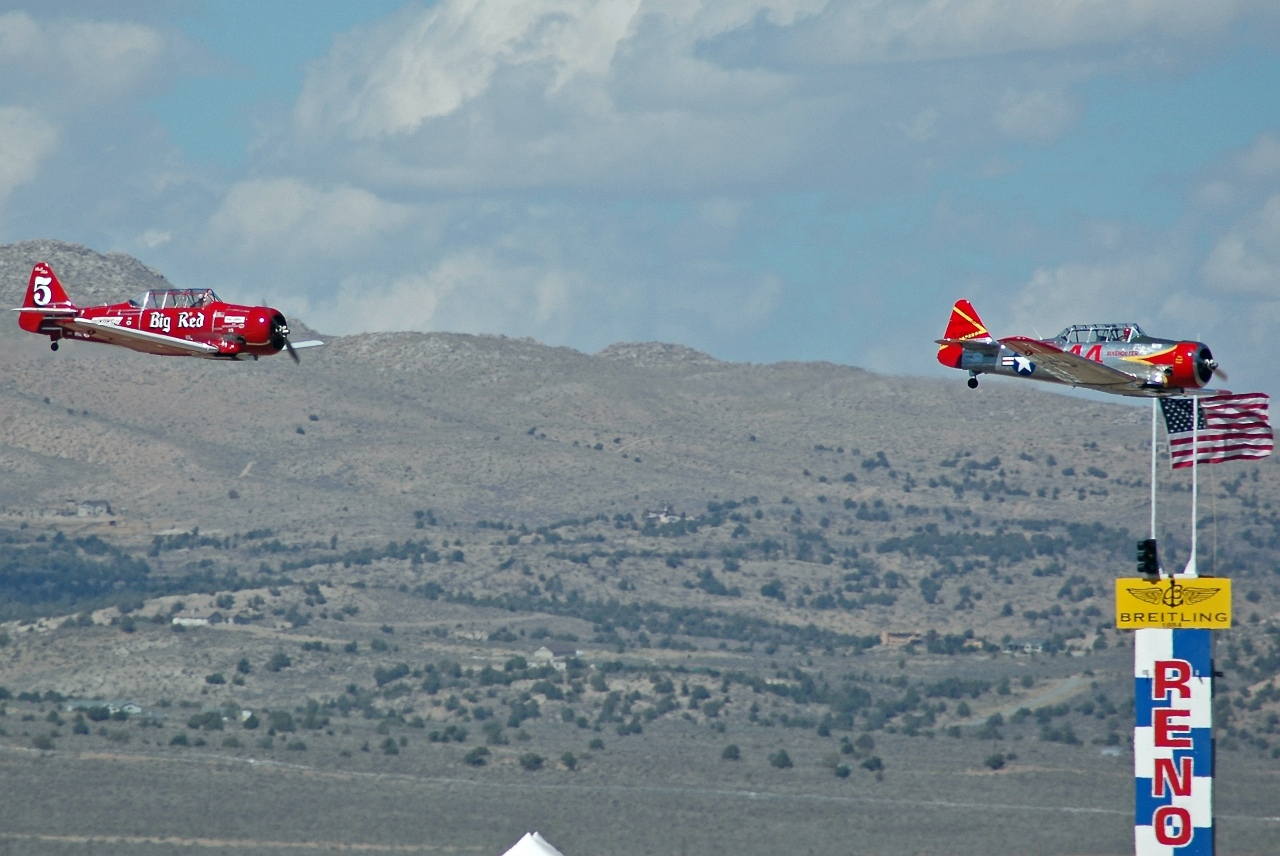
T-6 Rennen, Reno Air Race 2004

## Scheidungsparadies
Seit den 1930er-Jahren genoss Reno den Ruf, ein „schnelles Scheidungsparadies“ zu sein. Anders als das Glücksspiel verlor das Scheidungsgeschäft in späteren Jahren an Bedeutung, als auch andere Bundesstaaten der USA die gesetzlichen Anforderungen für eine Scheidung erleichterten.

## Wirtschaft und Infrastruktur

### Bahnverkehr
Die Stadt verfügt über einen Amtrakanschluss.

### Luftverkehr
Die Stadt verfügt über den internationalen Flughafen Reno-Tahoe. Etwa 15 km in nordwestlicher Richtung befindet sich der Flughafen Reno Stead, der seit 1964 alljährlich im September Schauplatz des Reno Air Race ist. Am 16. September 2011 war der Flughafen Schauplatz eines Flugzeugunglücks.

### Straßenverkehr
Durch das Stadtgebiet führen die Autobahnen Interstate 80, I-580 und die US 395.

### Unternehmen
Der Gas- und Stromversorger Sierra Pacific Resources hat hier seinen Sitz. Unternehmen wie International Game Technology oder Bally (Flipper) besitzen hier Fertigungsstätten. Ferner hat die dänische Uhrenmarke Skagen Designs ihren Firmenhauptsitz in Reno.

## Persönlichkeiten

### Söhne und Töchter der Stadt
- Pat McCarran (1876–1954), Politiker
- Sailor Jerry (1911–1973), Tätowierer
- Paul Laxalt (1922–2018), Gouverneur und US-Senator
- Marjorie Steele (1930–2018), Schauspielerin
- James David Santini (1937–2015), Politiker
- Dawn Wells (1938–2020), Schauspielerin
- Curtis Hanson (1945–2016), Regisseur, Drehbuchautor, Schauspieler und Filmproduzent
- Bob Howard (* 1955), Freestyle-Skier
- Chris Jones (1958–2005), Sänger, Musiker, Komponist und Gitarrist
- Leonard Sax (* 1960), Kinderarzt, Entwicklungspsychologe und Autor
- Lane Spina (* 1962), Freestyle-Skier
- Jennifer Harman (* 1964), professionelle Pokerspielerin
- Eva Twardokens (* 1965), Skirennläuferin
- Willy Vlautin (* 1967), Schriftsteller und Musiker
- Gabriel Damon (* 1976), Filmschauspieler und Filmproduzent
- Kristoffer Polaha (* 1977), Schauspieler
- Adam Laxalt (* 1978), Jurist und Politiker
- Rich Lee (* 1978), Musikvideo- und Werbefilmregisseur
- Joseph Hansen (* 1979), Ruderer
- Shannon Bahrke (* 1980), Freestyle-Skierin
- Kevin Stadler (* 1980), Golfspieler
- Sarah Nevada Grether (* 1982), Schauspielerin, Choreographin und Tänzerin
- Sam Minaie (* 1983), Jazzmusiker
- Julia Mancuso (* 1984), Skirennläuferin
- Nate Schierholtz (* 1984), Baseballspieler
- Scotty Bahrke (* 1985), Freestyle-Skier
- Mel Lawrence (* 1989), Hindernisläuferin
- David Wise (* 1990), Freestyle-Skier
- Kyle Van Noy (* 1991), American-Football-Spieler
- Gabby Williams (* 1996), französisch-US-amerikanische Basketballspielerin

### Persönlichkeiten mit Bezug zur Stadt
- Walter Van Tilburg Clark (1909–1971), Schriftsteller; lebte und starb in Reno
- Gene Savoy (1927–2007), Journalist, Abenteurer und Gründer einer Sekte; starb in Reno
- Mills Lane (1937–2022), Jurist, Ringrichter und eine „Celebrity Deathmatch“-Figur; lebte und starb in Reno
- Bob Cashell (1938–2020), Politiker; Bürgermeister der Stadt Reno von 2002 bis 2014
- Dale Brown (* 1956), Thriller-Autor
- Robbie Knievel (1962–2023), Stuntman, lebte und starb in Reno
- Brian Sandoval (* 1963), Jurist und Politiker; lebt in Reno

## Klimatabelle
|                       | Jan  | Feb  | Mär  | Apr  | Mai  | Jun  | Jul  | Aug  | Sep  | Okt  | Nov  | Dez  |   |       |
| Mittl. Tagesmax. (°C) | 7,3  | 10,9 | 13,5 | 17,6 | 22,7 | 28,4 | 33,3 | 32,0 | 26,4 | 20,3 | 12,1 | 7,5  | ⌀ | 19,4  |
| Mittl. Tagesmin. (°C) | −6,3 | −4,3 | −1,6 | 0,7  | 4,5  | 8,3  | 10,7 | 9,8  | 5,2  | 0,5  | −2,9 | −6,7 | ⌀ | 1,5   |
|                       |      |      |      |      |      |      |      |      |      |      |      |      |   |       |
| Niederschlag (mm)     | 27,2 | 25,1 | 18,0 | 9,7  | 17,5 | 11,7 | 7,1  | 8,1  | 9,9  | 9,7  | 22,1 | 25,1 | Σ | 191,2 |
|                       |      |      |      |      |      |      |      |      |      |      |      |      |   |       |
| Sonnenstunden (h/d)   | 6,4  | 7,3  | 9,0  | 10,7 | 11,7 | 12,7 | 13,6 | 12,7 | 11,4 | 9,4  | 7,1  | 6,0  | ⌀ | 9,8   |
|                       |      |      |      |      |      |      |      |      |      |      |      |      |   |       |
| Regentage (d)         | 4,1  | 3,9  | 4,1  | 2,4  | 2,8  | 2,2  | 1,4  | 1,7  | 2,1  | 1,8  | 3,6  | 4,2  | Σ | 34,3  |
|                       |      |      |      |      |      |      |      |      |      |      |      |      |   |       |
| Luftfeuchtigkeit (%)  | 70   | 67   | 55   | 50   | 49   | 45   | 40   | 40   | 46   | 55   | 63   | 72   | ⌀ | 54,3  |

| −6,3 |

| −4,3 |

| −1,6 |

| 0,7 |

| 4,5 |

| 8,3 |

| 10,7 |

| 9,8 |

| 5,2 |

| 0,5 |

| −2,9 |

| −6,7 |

| −6,3 |

| −4,3 |

| −1,6 |

| 0,7 |

| 4,5 |

| 8,3 |

| 10,7 |

| 9,8 |

| 5,2 |

| 0,5 |

| −2,9 |

| −6,7 |

## Kultur

### Wiederkehrende Veranstaltungen
Einmal jährlich findet nördlich von Reno das Festival Burning Man statt.

### Film
Eine Reihe bekannter Spielfilme wurden in Reno gedreht, bzw. spielen in der Stadt: Frankie und seine Spießgesellen, Misfits – Nicht gesellschaftsfähig, The Cooler – Alles auf Liebe, Magnolia, Der große Coup, Sister Act – Eine himmlische Karriere, Waking Up in Reno.

### Museen
In Reno befinden sich mehrere Museen von überregionaler Bedeutung, darunter das Kunstmuseum Nevada Museum of Art und die Automobilsammlung National Automobile Museum.

### Sport
Die 4. Special Olympics World Winter Games wurden in Reno und Lake Tahoe, Kalifornien, veranstaltet. Bei der Veranstaltung waren fünf Wettkampfsportarten vertreten: Eiskunstlauf, Hallenhockey, Ski Alpin, Skilanglauf und Eisschnelllauf. Mehr als 1.000 Athleten aus 18 Ländern nahmen teil.